# 안병환
안병환은 대한민국의 해설위원, 야구 지도자, 스카우터다.

## 같이 보기
- 1995년 현대건설 야구단 시즌